# Butlletí Oficial del Principat d'Andorra
El Butlletí Oficial del Principat d'Andorra (BOPA) és la publicació oficial que aplega les lleis, les disposicions, els actes administratius i tots els textos que reglamentàriament s'han de publicar. Aquesta publicació els dona publicitat, vigència i validesa. S'hi publiquen els textos produïts pels comuns, el Govern, l'Administració de justícia, etc. d'Andorra. Es va crear el 30 de gener de 1989, i disposa de 4 bases.

## Bases

### Base a
El Butlletí Oficial del Principat d'Andorra publicarà exclusivament:
1. Les disposicions emanades dels EE. Srs. Coprínceps, dels MM.II. Srs. Delegats Permanents i dels MM.II. Srs. Veguers.
2. Les disposicions del M.I. Consell General de les Valls.
3. Les disposicions del M.I. Govern.
4. Les disposicions dels Hbles. Comuns i Quarts.
5. Els Edictes i anuncis dels MM.II. Tribunals, del M.I. Jutjat d'Apel·lacions i de les Hbles. Batllies.
6. Altres Edictes i anuncis oficials.
7. Els anuncis i les convocatòries de corporacions, associacions i societats legalment establertes a les Valls, i els anuncis de vendes, subhastes i concursos per a la contractació pública.

La publicació dels textos es farà per l'ordre establert en la present base.

### Base b
El Butlletí Oficial del Principat es publicarà ordinàriament amb una periodicitat quinzenal. Podran publicar-se, així mateix, els números extraordinaris que s'hagin de menester.

### Base c
Endemés de les disposicions dels números 1 a 4 de la Base a, anterior, seran d'inserció gratuïta:
- Els anuncis oficials: tindran aquesta consideració els que emanin d'autoritats i organismes públics i parapúblics, en mèrits d'un precepte que n'ordeni la publicació.
- Els edictes i anuncis referits a actuacions penals, i els que dimanin d'altres procediments judicials, sempre que es publiquin en interès de persona beneficiària del dret de justícia gratuïta, o en mèrits d'auxili judicial.

### Base d
Les disposicions reproduïdes en el Butlletí oficial del Principat d'Andorra podran inserir-se, totalment o parcial, en periòdics i altres publicacions, sempre que convingui citar-les o transcriure-les, però no podran ésser publicades soles o en col·lecció sense la prèvia autorització escrita de l'autoritat o òrgan de què
emanin.

## L'ús del Butlletí Oficial
Abans del 31 de desembre del 2014 el BOPA es publicava en paper, des de llavors és electrònic.
El BOPA s'utilitza com una referència de les autoritats i de la premsa. Les pàgines webs dels ministeris tenen enllaços a les seves publicacions al BOPA. La premsa referencia regularment el BOPA en les notícies i en els comentaris.